# Bjarte Myrhol
Bjarte Myrhol, norveški rokometaš, * 29. maj 1982, Oslo.
Leta 2010 je na evropskem rokometnem prvenstvu s norveško reprezentanco osvojil 7. mesto.